# Hypoechinorhynchus golvani
Hypoechinorhynchus golvani is een soort haakworm uit het geslacht Hypoechinorhynchus. De worm behoort tot de familie Arhythmacanthidae. De wetenschappelijke naam van de soort werd voor het eerst geldig gepubliceerd in 1983 door Gutpa en Kumar.